# Liste des coureurs du Tour de France 1914
La liste des coureurs du Tour de France 1914 présente les 145 coureurs inscrits sur la liste de départ de la 12e édition de la course cycliste par étapes française du Tour de France.

## Liste des coureurs
Le tableau ci-dessous liste les coureurs inscrits.
| Légende | Légende                                                                    | Légende | Légende                                                    |
| ------- | -------------------------------------------------------------------------- | ------- | ---------------------------------------------------------- |
| Num     | Dossard de départ porté par le coureur sur ce Tour                         | Pos     | Position à l'arrivée de la course                          |
|         | Indique un maillot de champion national ou mondial, suivi de sa spécialité | NP      | Indique un coureur qui n'a pas pris le départ de la course |
| AB      | Indique un coureur qui n'a pas terminé la course                           | HD      | Indique un coureur qui a terminé la course hors des délais |

| Alcyon-Soly | Alcyon-Soly            | Alcyon-Soly |
| ----------- | ---------------------- | ----------- |
| Num         | Coureur                | Pos         |
| 1           | Marcel Buysse (BEL)    | AB-9        |
| 2           | Lucien Buysse (BEL)    | AB-10       |
| 3           | Odile Defraye (BEL)    | AB-10       |
| 4           | Paul Deman (BEL)       | AB-9        |
| 5           | Jean Rossius (BEL)     | 4e          |
| 6           | Joseph Verdickt (BEL)  | AB-2        |
| 7           | Louis Mottiat (BEL)    | AB-9        |
| 8           | Dieudonné Gauthy (BEL) | AB-3        |

| Peugeot-Wolber | Peugeot-Wolber          | Peugeot-Wolber |
| -------------- | ----------------------- | -------------- |
| Num            | Coureur                 | Pos            |
| 9              | François Faber (LUX)    | 9e             |
| 10             | Gustave Garrigou (FRA)  | 5e             |
| 11             | Émile Georget (FRA)     | 6e             |
| 12             | Émile Engel (FRA)       | DQ-8           |
| 13             | Oscar Egg (SUI)         | 13e            |
| 14             | Eugène Christophe (FRA) | 11e            |
| 15             | Philippe Thys (BEL)     | 1er            |
| 16             | Jean Alavoine (FRA)     | 3e             |
| 17             | Firmin Lambot (BEL)     | 8e             |
| 18             | Henri Pélissier (FRA)   | 2e             |
| 19             | Louis Heusghem (BEL)    | 10e            |
| 20             | Marcel Baumler (FRA)    | 29e            |

| Automoto-Continental | Automoto-Continental      | Automoto-Continental |
| -------------------- | ------------------------- | -------------------- |
| Num                  | Coureur                   | Pos                  |
| 21                   | Lucien Petit-Breton (FRA) | AB-9                 |
| 22                   | Costante Girardengo (ITA) | AB-6                 |
| 23                   | Louis Luguet (FRA)        | AB-9                 |
| 24                   | Angelo Gremo (ITA)        | AB-4                 |
| 25                   | Giuseppe Contesini (ITA)  | AB-11                |
| 26                   | Gaston Degy (FRA)         | 40e                  |
| 27                   | Paul Duboc (FRA)          | 31e                  |
| 28                   | Louis Trousselier (FRA)   | 38e                  |
| 29                   | André Blaise (BEL)        | AB-4                 |
| 30                   | Victor Doms (BEL)         | AB-1                 |

| Gladiator-Dunlop | Gladiator-Dunlop       | Gladiator-Dunlop |
| ---------------- | ---------------------- | ---------------- |
| Num              | Coureur                | Pos              |
| 31               | Maurice Brocco (FRA)   | 23e              |
| 32               | Marcel Godivier (FRA)  | 30e              |
| 33               | Constant Ménager (FRA) | 34e              |
| 34               | Charles Cruchon (FRA)  | 35e              |
| 35               | Charles Kippert (FRA)  | 45e              |

| Delage-Continental | Delage-Continental      | Delage-Continental |
| ------------------ | ----------------------- | ------------------ |
| Num                | Coureur                 | Pos                |
| 36                 | Hector Tiberghien (BEL) | 18e                |
| 37                 | Louis Engel (FRA)       | 42e                |
| 38                 | Ernest Paul (FRA)       | 12e                |
| 39                 | Louis Petitjean (BEL)   | 26e                |
| 40                 | Charles Charron (FRA)   | 21e                |

| Armor-Soly | Armor-Soly          | Armor-Soly |
| ---------- | ------------------- | ---------- |
| Num        | Coureur             | Pos        |
| 41         | Henri Devroye (BEL) | 22e        |

| Clément-Dunlop | Clément-Dunlop            | Clément-Dunlop |
| -------------- | ------------------------- | -------------- |
| Num            | Coureur                   | Pos            |
| 42             | Vincenzo Borgarello (ITA) | 25e            |
| 43             | Giuseppe Santhià (ITA)    | AB-4           |
| 44             | Marius Auriaux (FRA)      | AB-4           |
| 45             | Maurice Dejoie (FRA)      | AB-3           |

| Phebus-Dunlop | Phebus-Dunlop           | Phebus-Dunlop |
| ------------- | ----------------------- | ------------- |
| Num           | Coureur                 | Pos           |
| 46            | Joseph Van Daele (BEL)  | NP-1          |
| 47            | Georges Passerieu (FRA) | AB-3          |
| 48            | Donald Kirkham (AUS)    | 17e           |
| 49            | Iddo Munro (AUS)        | 20e           |

| J.B. Louvet-Continental | J.B. Louvet-Continental | J.B. Louvet-Continental |
| ----------------------- | ----------------------- | ----------------------- |
| Num                     | Coureur                 | Pos                     |
| 50                      | René Vandenberghe (BEL) | 28e                     |
| 51                      | Alfons Spiessens (BEL)  | 7e                      |
| 52                      | Édouard Léonard (FRA)   | AB-6                    |
| 53                      | Eugène Dhers (FRA)      | NP-5                    |
| 54                      | Pietro Fasoli (ITA)     | AB-9                    |
| 55                      | Jules Nempon (FRA)      | 27e                     |
| 56                      | Auguste Benoît (BEL)    | AB-4                    |

| Alléluia-Continental | Alléluia-Continental     | Alléluia-Continental |
| -------------------- | ------------------------ | -------------------- |
| Num                  | Coureur                  | Pos                  |
| 57                   | Camillo Bertarelli (ITA) | 37e                  |
| 58                   | Henri Lignon (FRA)       | AB-6                 |
| 59                   | Raymond Harquet (FRA)    | 41e                  |
| 60                   | Angelo Erba (ITA)        | 16e                  |
| 61                   | Émile Wurtz (FRA)        | AB-3                 |
| 62                   | Gaston Ducerisier (FRA)  | AB-4                 |
| 63                   | Aldo Bettini (ITA)       | NP-1                 |

| La Française-Hutchinson | La Française-Hutchinson    | La Française-Hutchinson |
| ----------------------- | -------------------------- | ----------------------- |
| Num                     | Coureur                    | Pos                     |
| 64                      | Charles Crupelandt (FRA)   | AB-4                    |
| 65                      | Octave Lapize (FRA)        | NP-10                   |
| 66                      | Georges Monseur (BEL)      | AB-6                    |
| 67                      | Pierre Vuge (FRA)          | AB-11                   |
| 68                      | Omer Verschoore (BEL)      | AB-10                   |
| 69                      | Georges Tribouillard (FRA) | AB-3                    |

| Thomann-Soly | Thomann-Soly          | Thomann-Soly |
| ------------ | --------------------- | ------------ |
| Num          | Coureur               | Pos          |
| 70           | Léon Scieur (BEL)     | 14e          |
| 71           | Jacques Coomans (BEL) | 19e          |

| Coureurs isolés | Coureurs isolés          | Coureurs isolés |
| --------------- | ------------------------ | --------------- |
| Num             | Coureur                  | Pos             |
| 101             | Albert Macon (FRA)       | AB-5            |
| 102             | Camille Van Marcke (BEL) | AB-1            |
| 103             | Louis Bonino (FRA)       | AB-2            |
| 104             | Henri Alavoine (FRA)     | 52e             |
| 105             | Auguste Pierron (FRA)    | AB-1            |
| 106             | Eugène Henninger (SUI)   | AB-9            |
| 107             | Marcel Perrière (SUI)    | AB-4            |
| 108             | Charles Raboisson (FRA)  | AB-10           |
| 109             | Maurice Leliaert (BEL)   | AB-1            |
| 110             | Adrien Alpini (ITA)      | 39e             |
| 111             | Camille Mathieu (FRA)    | AB-15           |
| 112             | Celidonio Morini (SUI)   | AB-3            |
| 113             | Charles Dumont (SUI)     | 46e             |
| 114             | Marcel Rottie (FRA)      | 53e             |
| 115             | Alcide Rivière (FRA)     | AB-6            |
| 116             | Albert Chiarena (ITA)    | NP-1            |
| 117             | Georges Antonesco (FRA)  | NP-1            |
| 118             | Georges Lips (FRA)       | AB-1            |
| 119             | René Dourdon (FRA)       | AB-2            |
| 120             | Henri Pépin (FRA)        | AB-1            |
| 121             | André Coutte (FRA)       | AB-4            |
| 122             | Pierre Stabat (FRA)      | AB-1            |
| 123             | Émile Guyon (SUI)        | 43e             |
| 124             | Jules Deloffre (FRA)     | 36e             |
| 125             | Ali Neffati (FRA)        | AB-8            |
| 126             | Paul Noterman (FRA)      | AB-1            |
| 127             | Auguste Garnier (FRA)    | AB-3            |
| 128             | Lucien Meunier (FRA)     | AB-1            |
| 129             | Joanny Panel (FRA)       | NP-2            |
| 130             | Auguste Rossignol (FRA)  | AB-3            |
| 131             | Henri Hostalier (FRA)    | AB-6            |
| 132             | François Flandin (FRA)   | AB-1            |

| Coureurs isolés (suite) | Coureurs isolés (suite)     | Coureurs isolés (suite) |
| ----------------------- | --------------------------- | ----------------------- |
| Num                     | Coureur                     | Pos                     |
| 133                     | Gaston Van Waesberghe (BEL) | AB-4                    |
| 134                     | Adrien Alpini (ITA)         | AB-1                    |
| 135                     | René Cottrel (FRA)          | 47e                     |
| 136                     | Henri Tavernier (FRA)       | AB-1                    |
| 137                     | Victor Paquier (FRA)        | NP-1                    |
| 138                     | Henri Leclerc (FRA)         | 54e                     |
| 139                     | Alexandre Gervais (FRA)     | NP-5                    |
| 140                     | Maurice Rossi (FRA)         | AB-3                    |
| 141                     | Henri Allard (BEL)          | 51e                     |
| 142                     | André Cottard (FRA)         | AB-1                    |
| 143                     | Ducom (FRA)                 | AB-2                    |
| 144                     | Henri Viattoux (FRA)        | AB-1                    |
| 145                     | Paul Boillat (SUI)          | AB-3                    |
| 146                     | Félix Prégnac (FRA)         | AB-1                    |
| 147                     | Tomas Fuentes (ESP)         | NP-1                    |
| 148                     | Antonio Guillermo (ESP)     | NP-1                    |
| 149                     | Giovanni Casetta (ITA)      | AB-1                    |
| 137                     | Daniel Hourioux (FRA)       | NP-1                    |
| 151                     | Camille Botte (BEL)         | 15e                     |
| 152                     | Florent Desanthoine (BEL)   | AB-6                    |
| 153                     | Marc Mesnard (FRA)          | AB-1                    |
| 154                     | Pierre Everaerts (BEL)      | 32e                     |
| 155                     | Séraphin Morel (FRA)        | AB-6                    |
| 156                     | Julien Gabory (FRA)         | AB-4                    |
| 157                     | Yves Quideau (FRA)          | AB-1                    |
| 158                     | Louis Ferrault (FRA)        | AB-1                    |
| 159                     | Louis Villemus (FRA)        | AB-3                    |
| 160                     | Gaetano Caravaglia (ITA)    | AB-6                    |
| 161                     | Emilio Cucchetti (ITA)      | 49e                     |
| 162                     | Amadeo Mosca (ITA)          | NP-1                    |
| 163                     | Pietro Casetti (ITA)        | NP-1                    |
| 164                     | Georges Nemo (BEL)          | AB-1                    |

| Coureurs isolés (suite) | Coureurs isolés (suite)        | Coureurs isolés (suite) |
| ----------------------- | ------------------------------ | ----------------------- |
| Num                     | Coureur                        | Pos                     |
| 165                     | Gaston Neboux (FRA)            | 50e                     |
| 166                     | Achille De Smet (BEL)          | AB-1                    |
| 167                     | Charles Guyot (SUI)            | AB-4                    |
| 168                     | Alfred Faure (FRA)             | AB-3                    |
| 169                     | Jean-Baptiste Delafaille (BEL) | NP-7                    |
| 170                     | Pierre Escoffier (FRA)         | NP-1                    |
| 171                     | Étienne Repette (FRA)          | AB-3                    |
| 173                     | Julien Tuytten (BEL)           | 24e                     |
| 174                     | Joseph Cassiers (BEL)          | AB-7                    |
| 175                     | Marcel Allain (FRA)            | AB-4                    |
| 176                     | Hilleret (FRA)                 | AB-1                    |
| 177                     | Émile Lachaise (FRA)           | AB-6                    |
| 178                     | Louis Grosset (FRA)            | AB-1                    |
| 179                     | Mario Spinelli (ITA)           | 44e                     |
| 180                     | Eugène Léonard (FRA)           | NP-1                    |
| 181                     | Alfons Lauwers (BEL)           | NP-3                    |
| 182                     | Raby (FRA)                     | NP-1                    |
| 183                     | Vincent Dhulst (FRA)           | AB-1                    |
| 184                     | Merrien (FRA)                  | NP-1                    |
| 185                     | Marc Suissio (ITA)             | NP-1                    |
| 186                     | Jean Garini (FRA)              | NP-1                    |
| 187                     | Émile Druz (FRA)               | NP-1                    |
| 188                     | Enrico Sala (ITA)              | NP-1                    |
| 189                     | Sante Goi (ITA)                | 48e                     |
| 190                     | Albert Dupont (BEL)            | NP-1                    |
| 191                     | Parussio (FRA)                 | NP-1                    |
| 192                     | Georges Devilly (FRA)          | NP-1                    |
| 193                     | Albert Dejonghe (BEL)          | AB-8                    |
| 194                     | Louis Valckenaers (BEL)        | AB-1                    |
| 195                     | Henri Vanlerberghe (BEL)       | AB-4                    |
| 196                     | François Picard (FRA)          | NP-1                    |
| 197                     | Ottavio Pratesi (ITA)          | 33e                     |